# DDR-Ringermeisterschaften 1985

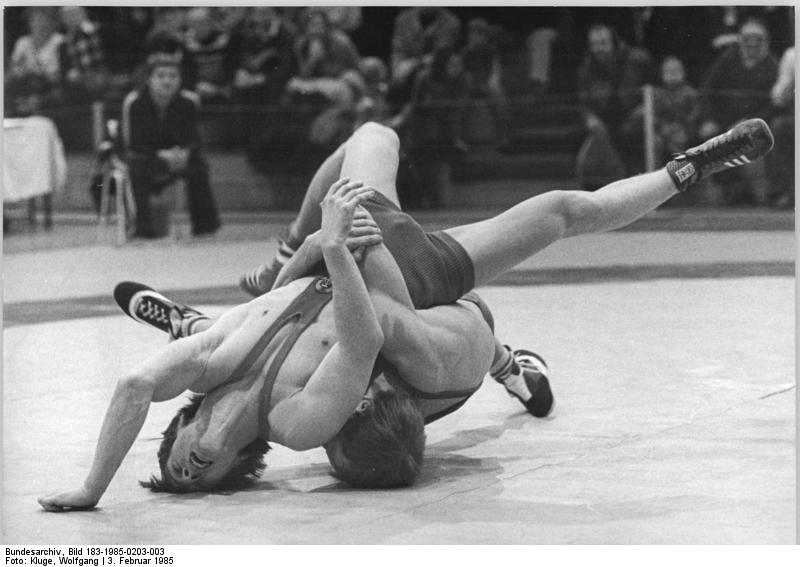
Titelverteidiger Rüdiger Wachs (oben) im Finale (griechisch-römischen Stil) gegen Ralf Keller.

Die DDR-Meisterschaften im Ringen wurden 1985 zum 37. Mal ausgetragen und fanden in beiden Stilarten (griechisch-römisch sowie Freistil) in der Leipziger Messehalle 7 statt. Die Meisterschaften dienten gleichzeitig als Generalprobe für die im April an gleicher Stelle stattfindenden Ringer-Europameisterschaften.
Mit Uwe Neupert kam nur ein Athlet in beiden Disziplinen zu Meisterehren.
Im griechisch-römischen Stil gelang es Andreas Klimmt, Rüdiger Wachs sowie Uwe Witthuhn ihre Titel aus dem Vorjahr zu verteidigen und Torsten Schlonske kam eine Gewichtsklasse höher zu Titelehren.
Im Freistil verteidigten Mike Jesse, Lutz Remus, Torsten Wagner sowie Andreas Schröder ihren Titel aus dem Vorjahr und Eberhard Probst kam eine Gewichtsklasse höher zu Titelehren.

## Ergebnisse

### Griechisch-römischer Stil
Datum: 1.–3. Februar 1985
Teilnehmer: 87 Aktive in zehn Gewichtsklassen
| Klasse                           | Platz | Name                | Verein                    |
| -------------------------------- | ----- | ------------------- | ------------------------- |
| Halbfliegengewicht (bis 48 kg)   | 1.    | Andreas Klimmt      | SC Motor Zella-Mehlis     |
| Halbfliegengewicht (bis 48 kg)   | 2.    | Uwe Fritzsch        | SC Leipzig                |
| Halbfliegengewicht (bis 48 kg)   | 3.    | Jens Genßler        | SC Motor Zella-Mehlis     |
|                                  |       |                     |                           |
| Fliegengewicht (bis 52 kg)       | 1.    | Rüdiger Wachs       | SC Leipzig                |
| Fliegengewicht (bis 52 kg)       | 2.    | Ralf Keller         | ASK Vorwärts Frankfurt/O. |
| Fliegengewicht (bis 52 kg)       | 3.    | Sven Koch           | SG Dynamo Luckenwalde     |
|                                  |       |                     |                           |
| Bantamgewicht (bis 57 kg)        | 1.    | Heiko Röll          | SG Dynamo Luckenwalde     |
| Bantamgewicht (bis 57 kg)        | 2.    | Maik Bitterling     | ASK Vorwärts Frankfurt/O. |
| Bantamgewicht (bis 57 kg)        | 3.    | Frank Wohlgemuth    | ASK Vorwärts Frankfurt/O. |
|                                  |       |                     |                           |
| Federgewicht (bis 62 kg)         | 1.    | Günter Reichelt     | ASK Vorwärts Frankfurt/O. |
| Federgewicht (bis 62 kg)         | 2.    | Mario Büttner       | SG Dynamo Luckenwalde     |
| Federgewicht (bis 62 kg)         | 3.    | Michael Lothert     | SG Dynamo Luckenwalde     |
|                                  |       |                     |                           |
| Leichtgewicht (bis 68 kg)        | 1.    | Torsten Schlonske   | ASK Vorwärts Frankfurt/O. |
| Leichtgewicht (bis 68 kg)        | 2.    | Jannis Zamanduridis | SC Motor Zella-Mehlis     |
| Leichtgewicht (bis 68 kg)        | 3.    | Uwe Hemmann         | SC Leipzig                |
|                                  |       |                     |                           |
| Weltergewicht (bis 74 kg)        | 1.    | Jürgen Anke         | ASK Vorwärts Frankfurt/O. |
| Weltergewicht (bis 74 kg)        | 2.    | Ralf Müller         | SC Motor Zella-Mehlis     |
| Weltergewicht (bis 74 kg)        | 3.    | Andreas Lemke       | SG Dynamo Luckenwalde     |
|                                  |       |                     |                           |
| Mittelgewicht (bis 82 kg)        | 1.    | Frank Fischer       | ASK Vorwärts Frankfurt/O. |
| Mittelgewicht (bis 82 kg)        | 2.    | Thomas Gregor       | SC Leipzig                |
| Mittelgewicht (bis 82 kg)        | 3.    | Henri Rolleczek     | SC Leipzig                |
|                                  |       |                     |                           |
| Halbschwergewicht (bis 90 kg)    | 1.    | Uwe Witthuhn        | ASK Vorwärts Frankfurt/O. |
| Halbschwergewicht (bis 90 kg)    | 2.    | Guido Hausmann      | SC Motor Zella-Mehlis     |
| Halbschwergewicht (bis 90 kg)    | 3.    | Jens Wöllner        | SG Dynamo Luckenwalde     |
|                                  |       |                     |                           |
| Schwergewicht (bis 100 kg)       | 1.    | Uwe Neupert         | SC Motor Jena             |
| Schwergewicht (bis 100 kg)       | 2.    | Andre Burkhardt     | SG Dynamo Luckenwalde     |
| Schwergewicht (bis 100 kg)       | 3.    | Eckhardt Utpadel    | SG Dynamo Luckenwalde     |
|                                  |       |                     |                           |
| Superschwergewicht (über 100 kg) | 1.    | Jörg Kotte          | SG Dynamo Luckenwalde     |
| Superschwergewicht (über 100 kg) | 2.    | Andreas Schröder    | SC Motor Jena             |
| Superschwergewicht (über 100 kg) | 3.    | Matthias Heinrich   | SG Dynamo Luckenwalde     |

### Freistil
Datum: 1.–3. Februar 1985
Teilnehmer: 93 Aktive in zehn Gewichtsklassen
| Klasse                           | Platz | Name              | Verein                    |
| -------------------------------- | ----- | ----------------- | ------------------------- |
| Halbfliegengewicht (bis 48 kg)   | 1.    | Uwe Jesse         | SG Dynamo Luckenwalde     |
| Halbfliegengewicht (bis 48 kg)   | 2.    | Andreas Buchhorn  | SC Leipzig                |
| Halbfliegengewicht (bis 48 kg)   | 3.    | Volker Anger      | SG Dynamo Luckenwalde     |
|                                  |       |                   |                           |
| Fliegengewicht (bis 52 kg)       | 1.    | Mike Jesse        | SG Dynamo Luckenwalde     |
| Fliegengewicht (bis 52 kg)       | 2.    | Maik Gäbler       | SC Motor Jena             |
| Fliegengewicht (bis 52 kg)       | 3.    | Gerald Pfister    | SC Motor Jena             |
|                                  |       |                   |                           |
| Bantamgewicht (bis 57 kg)        | 1.    | Bernd Bobrich     | SC Chemie Halle           |
| Bantamgewicht (bis 57 kg)        | 2.    | Hartmut Reich     | SC Motor Jena             |
| Bantamgewicht (bis 57 kg)        | 3.    | Olaf Tölle        | SC Chemie Halle           |
|                                  |       |                   |                           |
| Federgewicht (bis 62 kg)         | 1.    | Lutz Remus        | SC Leipzig                |
| Federgewicht (bis 62 kg)         | 2.    | Adrian Tarangul   | ASK Vorwärts Frankfurt/O. |
| Federgewicht (bis 62 kg)         | 3.    | Uwe Pobeschinow   | SC Motor Jena             |
|                                  |       |                   |                           |
| Leichtgewicht (bis 68 kg)        | 1.    | Roberto Hünisch   | SC Leipzig                |
| Leichtgewicht (bis 68 kg)        | 2.    | Erhard Pocher     | SC Motor Jena             |
| Leichtgewicht (bis 68 kg)        | 3.    | Volkmar Hoffer    | SG Dynamo Luckenwalde     |
|                                  |       |                   |                           |
| Weltergewicht (bis 74 kg)        | 1.    | Eberhard Probst   | SC Chemie Halle           |
| Weltergewicht (bis 74 kg)        | 2.    | Detlef Wasniewski | SC Chemie Halle           |
| Weltergewicht (bis 74 kg)        | 3.    | Christoph Baunack | SC Leipzig                |
|                                  |       |                   |                           |
| Mittelgewicht (bis 82 kg)        | 1.    | Hans-Peter Franz  | SG Dynamo Luckenwalde     |
| Mittelgewicht (bis 82 kg)        | 2.    | Detlef John       | SG Dynamo Luckenwalde     |
| Mittelgewicht (bis 82 kg)        | 3.    | Günter Kugel      | SC Motor Jena             |
|                                  |       |                   |                           |
| Halbschwergewicht (bis 90 kg)    | 1.    | Torsten Wagner    | SC Leipzig                |
| Halbschwergewicht (bis 90 kg)    | 2.    | Roland Dudziak    | SG Dynamo Luckenwalde     |
| Halbschwergewicht (bis 90 kg)    | 3.    | Andreas Voß       | SG Dynamo Luckenwalde     |
|                                  |       |                   |                           |
| Schwergewicht (bis 100 kg)       | 1.    | Uwe Neupert       | SC Motor Jena             |
| Schwergewicht (bis 100 kg)       | 2.    | Jochen Schwarzer  | BSG Wismut Aue            |
| Schwergewicht (bis 100 kg)       | 3.    | Thomas Dybiona    | SC Motor Jena             |
|                                  |       |                   |                           |
| Superschwergewicht (über 100 kg) | 1.    | Andreas Schröder  | SC Motor Jena             |
| Superschwergewicht (über 100 kg) | 2.    | Andreas Wolf      | ASK Vorwärts Frankfurt/O. |
| Superschwergewicht (über 100 kg) | 3.    | Matthias Hiepe    | SC Motor Jena             |

## Gemeinsamer Medaillenspiegel

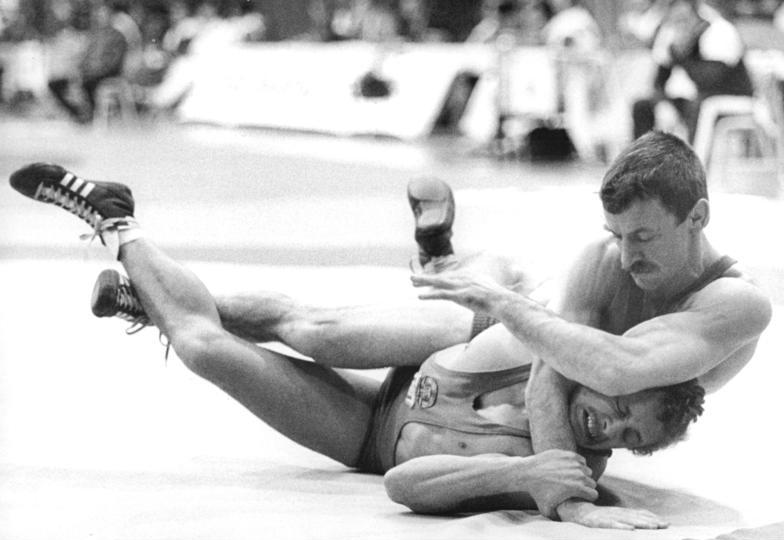
Bernd Bobrich (oben) hier im Kampf gegen Olaf Tölle, gewann im Bantamgewicht (Freistil) den Titel.

| Platz | Verein                             | Verein                    | Gold | Silber | Bronze | Total |
| 1     | Logo der SG Dynamo Luckenwalde     | SG Dynamo Luckenwalde     | 5    | 4      | 9      | 18    |
| 2     | Logo vom ASK Vorwärts Frankfurt/O. | ASK Vorwärts Frankfurt/O. | 5    | 4      | 1      | 10    |
| 3     | Logo vom SC Leipzig                | SC Leipzig                | 4    | 3      | 3      | 10    |
| 4     | Logo vom SC Motor Jena             | SC Motor Jena             | 3    | 4      | 5      | 12    |
| 5     | Logo vom SC Chemie Halle           | SC Chemie Halle           | 2    | 1      | 1      | 04    |
| 6     | Logo vom SC Motor Zella-Mehlis     | SC Motor Zella-Mehlis     | 1    | 3      | 1      | 05    |
| 7     | Logo der BSG Wismut Aue            | BSG Wismut Aue            | –    | 1      | –      | 01    |
|       | Total                              | Total                     | 20   | 20     | 20     | 60    |